# 矢直ちなみ
矢直 ちなみ（やじか ちなみ、9月10日 - ）は、日本の漫画家。群馬県出身。4コマ漫画雑誌にて活動。
代表作に『乙姫各駅散歩』（芳文社刊）、『ふたごもんじゃ』（竹書房刊）など。

## 来歴
足裏マッサージ店に勤務していたが、休職中に芳文社や竹書房などへの投稿を続け、『まんがタイムラブリー』（芳文社）2006年1月号掲載の「D1グランプリ」第3回グランプリ作品「乙姫各駅散歩」でデビュー。

## 作品リスト

### 連載
- 乙姫各駅散歩（『まんがタイムラブリー』2006年8月号 - 2009年3月号、『まんがタイムジャンボ』2009年4月号 - 2009年8月号）
- 一緒にかえろう（『まんがタイムファミリー』2008年10月号 - 2011年6月号、『つぼみ』vol.6[2]）
- ふたごもんじゃ（『まんがライフオリジナル』2008年8月号ゲスト・2009年3月号 - 5月号短期連載・10月号 - 2012年8月号）
- ヒタキあやかしゆき（『まんがタイムファミリー』2012年2月号 - 3月号、9月号 - 10月号、『まんがホーム』2013年1月号） - 短期連載。
- ようこそ！うららか食堂へ（『ときめきごはん』わたしの冬物語[3]（Vol.1） - 連載中）

### 読み切り
- 人生ポエム（『まんがライフオリジナル』2008年12月号）
- サンキャット（『ラブねこ』、『まんがホーム』2009年5月号ほか）
- のりかずライフ（『まんがライフセレクションおうちがいちばん増刊号』〈『まんがライフオリジナル』2008年5月7日増刊号〉）
- やわらかいあした（『ピュア百合アンソロジー ひらり、』Vol.7[4]、2012年）

### 書籍
- 『乙姫各駅散歩』、芳文社〈まんがタイムコミックス〉2008年 - 2009年、全2巻
  1. 2008年5月7日発売、ISBN 978-4-8322-6636-0
  2. 2009年10月7日発売、ISBN 978-4-8322-6783-1
- 『一緒にかえろう』、芳文社〈まんがタイムコミックス〉2008年 - 、既刊1巻（2010年5月7日現在）
- 『ふたごもんじゃ』、竹書房〈バンブーコミックス〉2011年 - 2012年、全2巻
  1. 2011年5月27日発売[5]、ISBN 978-4-8124-7575-1
  2. 2012年8月17日発売[6]、ISBN 978-4-8124-7961-2
- 『ようこそ！うららか食堂へ』、少年画報社〈思い出食堂コミックス〉2020年 - 、既刊4巻（2025年4月21日現在）
  1. 2020年10月5日発売[7]、ISBN 978-4-7859-6768-0
  2. 2021年10月11日発売[8]、ISBN 978-4-7859-7008-6
  3. 2023年10月10日発売[9]、ISBN 978-4-7859-7503-6
  4. 2025年4月21日発売[10]、ISBN 978-4-7859-7911-9